# TV라인
TV라인(TVLine)은 텔레비전 프로그램에 대한 정보, 뉴스, 스포일러를 다루는 웹사이트이다. 텔레비전 관련 최신 뉴스, 리뷰, 신작 소식 등 다양한 주제를 다룬다.

## 역사
2010년 말, 《엔터테인먼트 위클리》(EW)의 마이클 오시엘로는 약 2년간 재직 후 EW를 떠나 제이 펜스키가 설립한 미디어 회사 펜스케 미디어 코퍼레이션과 함께 TV 중심의 웹사이트를 설립할 것이라고 발표했다. 이후 오시엘로는 EW의 동료 작가 마이클 슬레작, E! 온라인의 메건 매스터스, TV 가이드의 맷 미토비치가 이 사업에 합류할 것이라고 발표했다.
TV라인은 2011년 1월 5일에 개설되었으며, 첫 6일 동안 초기 예상 인터넷 트래픽의 3배 이상을 기록했다.
2011년 초, TV 바이 더 넘버스는 TV라인, 자매 사이트 데드라인, TheWrap, 그리고 TV 바이 더 넘버스까지 4개의 텔레비전 웹사이트의 페이지뷰 순위를 분석했다. 그중에 TVL라인은 일일 페이지뷰 100만 건이 넘는 최고치를 기록하며 세 경쟁사를 모두 앞섰다. 2012년 여름에 TV라인을 다른 세 개의 다른 웹사이트(데드라인, 더 할리우드 리포터, HitFix)와 비교한 보고서에서 TV라인은 월간 약 2,300만 페이지뷰라는 최고치를 기록했으며, 이는 더 할리우드 리포터에 이어 2위였다.